# Higashi (Sapporo)
Higashi o Higashi-ku (東区) és un dels deu districtes de la ciutat de Sapporo, a Hokkaido, Japó. El nom del districte vol dir en català literalment "est", indicant així la seua situació geogràfica a la ciutat.

## Geografia
El districte de Higashi limita amb els districtes de Kita, Chūō i Shiroishi així com amb els municipis d'Ebetsu i Tōbetsu. L'àrea del districte és de 57,13 quilòmetres quadrats. El riu Toyohira entre d'altres passa pel districte de Higashi.
El 1972 Sapporo va assolir l'estatus de ciutat designada pel govern, establint-se així el nou districte de Higashi. El 1988 va arribar a Higashi-ku la línia Tōhō del metro de Sapporo, obrint noves estacions al districte.

### Llocs destacats
- Parc Moerenuma
- Museu de la cervesa Sapporo

## Història
Originalment, al terreny on actualment es troba el districte de Higashi hi havien els pobles de Naebo i Okadama, fundats per pioners l'any 1870. El 1902 els pobles de Naebo, Okadama i Kariki van passar a formar part de Sapporo cubrint aproximadament el mateix terreny que en el futur seria el districte de Higashi.

## Transport

### Ferrocarril
- Metro de Sapporo

### Aire
- Aeroport d'Okadama

### Carretera
- Autopista Sasson
- Nacional 5